# Juma Ikangaa
Juma Ikangaa (Dodoma, Tanzania, 19 de julio de 1957) es un deportista tanzano retirado, especialista en carreras de fondo. Ganó la maratón de Nueva York en la edición del año 1989, con un tiempo de 2:08:01. También ganó la maratón de Tokio en los años 1984 y 1986, y quedó en tres ocasiones en segundo lugar en la maratón de Boston, en los años 1988, 1989 y 1990.